# Yèvres-le-Petit
Yèvres-le-Petit è un comune francese di 53 abitanti situato nel dipartimento dell'Aube nella regione del Grand Est.

## Società

### Evoluzione demografica
Abitanti censiti